# Разплата (2015)
„Рaзплaтa (2015)“ (на английски: Payback (2015)) е турнир на Световната федерация по кеч.
Турнирът е pay-per-view и се провежда на 14 мaй 2015 г. на „Royal Farms Arena“.
Рaзплaта (2015) ще включва професионални кеч мачове, включващи различни кечисти от предварително съществуващи сценарист вражди, и сюжетни линии, които играят върху първични телевизионни програми на RAW и SmackDown. Кечистите ще представят герои или злодеи, тъй като те следват поредица от събития, които изграждат напрежение, и завършва с мач по борба или серия от мачове.

## Мачове
| #  | Мач                                                                                                 | Правила                                        | Време |
| -- | --------------------------------------------------------------------------------------------------- | ---------------------------------------------- | ----- |
| 1P | Ар Труф победи Звезден прах                                                                         | Сингъл мач                                     | 06:50 |
| 2  | Възнесението (Конор и Виктор) победиха Къртис Аксел и Деймиън Мендоу                                | Отборен мач                                    | 02:50 |
| 3  | Шеймъс победи Долф Зиглър                                                                           | Сингъл мач                                     | 12:20 |
| 4  | Нов Ден (Големия И и Кофи Кингстън) (с Хавиер Уудс) (ш) победиха Тайсън Кид и Сезаро (с Наталия 2-1 | Мач 2 от 3 туша за Отборните титли             | 12:40 |
| 5  | Брей Уайът победи Райбак                                                                            | Сингъл мач                                     | 10:54 |
| 6  | Джон Сина (ш) победи Русев (с Лана)                                                                 | Мач предавам се за Титлата на Съединените щати | 27:58 |